# Озеро Медуз
Озеро Медуз (англ. Jellyfish Lake, палау Ongeim’l Tketau) — озеро в архипелаге Скалистые острова (Палау).
Озеро Медуз расположено на востоке острова Эйл-Малк, более чем в 20 км к юго-востоку от острова Корор. Размеры озера — всего 460 на 160 м, площадь зеркала — 0,057 км², глубина — до 50 м. Оно представляет собой меромиктический слабосолёный водоём, отделённый от океана полосой земли около 200 м. Образовалось озеро Медуз около 12 тыс. лет назад в результате движения земной коры.
Озеро известно обособленной популяцией двух видов сцифоидных медуз — золотой (Mastigias papua) и лунной (Aurelia). За время существования озера в отсутствие многих естественных врагов медузы размножились до примерно 2 млн особей. Кроме того, их щупальца утратили стрекательные клетки, благодаря чему изобилующий этими безобидными созданиями водоём привлекает множество туристов — любителей дайвинга. На острове Эйл-Малк также находится около десяти более мелких озёр, также населённых медузами и отделённых от Мирового океана, но сноркелинг разрешён лишь в озере Медуз, самом крупном из них.

## Характеристика озера
Озеро Медуз связано с океаном через трещины и туннели в известняке древнего миоценового рифа. В то же время озеро достаточно изолировано.
Вода в озере Медуз разделена на два слоя: верхний, с большим содержанием кислорода в воде, и нижний — бескислородный слой. Концентрация кислорода в водах озера уменьшается приблизительно от 5 миллионных долей до нуля на глубине 15 м (хемоклин). Разделение вод озера на слои является постоянным, и сезонного смешивания вод не происходит. Является одним из примерно 200 меромиктических озёр в мире. Но большинство из этих озёр имеет пресноводное происхождение. Постоянно стратифицированные (разделённые на слои) озера морского происхождения необычны, но на Эйл-Малке и на других соседних островах существует 11 таких же.
Стратификация озера вызвана условиями, предотвращающими и ограничивающими вертикальное смешивание воды:
1. Озеро окружено горными скальными породами, а берега заросли деревьями; оба фактора существенно блокируют потоки ветра через озеро, которые могли бы вызвать смешивание водяных слоёв.
2. Первичные водные источники озера (дождь, сток и периодический сток через известняковые трещины) приходятся на поверхностные слои.
3. Озеро находится в тропиках, где сезонные температурные изменения являются минимальными и, следовательно, температурная инверсия, которая может вызвать вертикальное смешивание вод озера, не происходит.

Насыщенный кислородом слой простирается от поверхности озера до глубины примерно 15 м. Все организмы, которым требуется кислород, включая медуз, несколько видов рыб и веслоногих ракообразных, обитают только в этом слое. Он является несколько мутным: видимость ограничена приблизительно 5 м. Минерализация этого слоя до глубины приблизительно 3 м уменьшена дождевыми водами и стоком вод, а глубже уровни солёности не затронуты пресными входами. Озеро связано с морем через три туннеля, которые находятся недалеко от поверхности; через них проходит вода во время приливов и отливов. Уровни приливов и отливов приблизительно в три раза ниже океанского. Биолог Уильям Хаммер оценил, что во время приливного цикла обновляется приблизительно 2,5 % объёма озера. Однако, так как периодический приток прибывает в поверхностные воды, то нижний бескислородный слой в значительной степени остаётся незатронутым.
Концентрация сероводорода изменяется от нуля в поверхностном слое до более чем 80 мг/л у дна озера.
Бескислородный слой простирается от глубины приблизительно 15 м до дна. Верхние 3 м бескислородного слоя заселены бактериями, по крайней мере один вид из которых является пурпурной фотосинтезирующей серной бактерией. Этот бактериальный слой абсорбирует весь солнечный свет, и таким образом нижележащие отделы бескислородного слоя являются тёмными, но прозрачными — видимость приблизительно 30 м. Бескислородный слой также содержит высокие концентрации аммиака и фосфатов. Эти ионы почти полностью отсутствуют в верхнем слое. Бескислородный слой потенциально опасен для дайверов, которые могут получить отравление через кожу.

## Медузы

### Виды
В озере обитает два вида медуз из группы Scyphozoa — Mastigias papua и Aurelia sp..
Золотая медуза, возможно, относится к виду Mastigias papua, который населяет также соседние лагуны. Часть своего питания они получают от симбиотических морских водорослей-зооксантелл (Symbiodinium), которые живут в их тканях и питаются продуктами обмена веществ медуз. Однако золотые медузы морфологически, физиологически и поведенчески отличаются от особей, которые живут в открытом океане. Они утратили пигментные пятна на своём теле, почти полностью утратили стрекательные клетки щупалец и придатки щупалец, которые окружают ротовое отверстие. Ряд биологов предлагают рассматривать золотую медузу в качестве подвида — Mastigias cf. papua etpisoni, однако такой статус является спорным; возможно, это один из видов-двойников комплекса видов.
Лунная медуза была первоначально идентифицирована как аурелия Aurelia aurita. Однако начиная с 1981 года были проведены генетические исследования множества экземпляров аурелий из различных мест обитания, и результаты этого исследования показали, что род аурелия включает не 3, а по крайней мере ещё 6 неизвестных науке видов, три из которых были обнаружены на Палау. Один из этих видов распространён в четырёх морских озёрах Палау, включая озеро Медуз. Следовательно, согласно данным на начало 2010 года, лунную медузу следует относить просто к роду Aurelia, без указания конкретного вида (Aurelia sp.), пока дальнейшие исследования не внесут окончательную ясность касательно её видовой принадлежности.

### Миграции медуз
Суточные перемещения золотой медузы включают горизонтальные и вертикальные миграции:
- Ночью и до 14 часов дня медузы совершают повторяющиеся вертикальные передвижения между поверхностным слоем озера и пограничной зоной бескислородного слоя озера, вероятно для поглощения питательных веществ для себя непосредственно из воды[12].
- С началом утра, приблизительно в 09.30 — медузы мигрируют от центра западной части водоёма к восточной части.
- С началом дня, приблизительно в 15.30 — медузы мигрируют от восточной части водоёма к западному концу озера.
- На закате медузы совершают кратковременные перемещения в восточном направлении от западного конца, где они остаются в течение ночи[12].

Медузы совершают вращательные перемещения против часовой стрелки, когда плавают рядом с поверхностью, вероятно, для того, чтобы обеспечить достаточное освещение для симбиотических водорослей в своих телах.
Перемещения лунной медузы не являются такими же организованными. Ночью они мигрируют на поверхность, по-видимому, для питания веслоногими ракообразными, которые составляют существенную часть их рациона в озере.

### Угроза вымирания и восстановление численности
Популяция медуз практически погибла в результате экологической катастрофы 1998—1999 годов. Температура воды в озере в результате Эль-Ниньо повысилась настолько, что водоросли-симбионты зооксантеллы не смогли выжить. Это обстоятельство, вероятно, привело к гибели почти всей популяции. Однако к началу 2000-х годов численность популяции вновь выросла до прежнего уровня.